# 髙梨愛
髙梨 愛（たかなし あい、1977年2月6日 - ）は、日本の女性声優。東京都出身。

## 来歴
青山学院大学法学部卒業。観世流能楽（子方）。声優演技研究所やアクセント付属養成所シャイン11期を経て、2011年からアクセント準所属となったが後に退所。以前はスターダス・21、NAVUE株式会社（ナブー株式会社）に所属していた。

## 人物
特技は謡、江戸ことば、剣道、英語、フランス語、専門用語（法律・医療）。趣味は読書、オペラ・芸術鑑賞。

## 出演

### テレビアニメ
- ぎんぎつね（2013年、日輪子の母）
- 残響のテロル（2014年、シスター）
- テンカイナイト（2014年、トクサのママ）
- DOUBLE DECKER! ダグ&キリル（2018年、マックスの母親）

### 吹き替え

#### 映画
- アイリッシュマン
- 明日への地図を探して
- アンナ・カレーニナ
- インディ・ジョーンズと運命のダイヤル[4]
- オデッセイ（チュー・タオ〈チェン・シュー〉）
- オンリー・ザ・ブレイブ
- 幸せへのキセキ
- シェフ! 〜三ツ星レストランの舞台裏へようこそ〜
- スキャンダル（ベス・エイルズ〈コニー・ブリットン〉）
- チャイルド・プレイ（ドリーン〈カーリース・バーク〉）
- チャン・オクチョン（2014年）
- 透明人間
- ハンズ・オブ・ストーン
- ファンタスティック・フォー
- ベラのワンダフル・ホーム（テリー〈アシュレイ・ジャッド〉）
- ボブという名の猫 幸せのハイタッチ(メアリー〈キャロライン・グッドール〉)
- ミッドナイト・イン・パリ（美術館の案内人〈カルラ・ブルーニ〉）
- メン・イン・キャット(マディソン〈シェリル・ハインズ〉)
- ラビット・ホール（ペグ〈パトリシア・カレンバー〉）
- ランペイジ 巨獣大乱闘（キャスター1）
- ルー、パリで生まれた猫（マドレーヌ〈コリンヌ・マシエロ〉[5]）

#### ドラマ
- アウトキャスト
- WITHOUT A TRACE/FBI 失踪者を追え!7
- THE KILLING/キリング（アネ・ドラウスホルム）
- グッド・ファイト
- ゴシップガール4
- 殺人を無罪にする方法（ヘレナ・ハプストール〈ジョーン・マクマートリー〉 他）
- CSI:マイアミ9
- スクール・オブ・ロック
- Black Sails/ブラック・セイルズ（2016年）
- ヘチ 王座への道
- Major Crimes 〜重大犯罪課
- LAW & ORDER クリミナル・インテント
- ローマ警察殺人課アウレリオ・ゼン3つの事件
- 私はラブ・リーガル3

#### アニメ
- アダムス・ファミリー（コジップ女）
- くまのアーネストおじさんとセレスティーヌ（2015年）
- バービーのマーメード・プリンセス（ローレライ〈レベッカ・ショイケット〉）

### テレビ番組
- 有吉ゼミ

### CM
- NTT東日本
- IDC大塚家具銀座店オープンCM